# تیلور هولمز
تیلور هولمز (انگلیسی: Taylor Holmes; زاده ۱۶ مهٔ ۱۸۷۸ – درگذشته ۳۰ سپتامبر ۱۹۵۹) یک هنرپیشه اهل ایالات متحده آمریکا بود.

## گزیده فیلمشناسی
از فیلم‌ها یا برنامه‌های تلویزیونی که وی در آن نقش داشته‌است می‌توان به آثار زیر اشاره کرد.
- بومرنگ (فیلم ۱۹۴۷) (۱۹۴۷)
- بوسه مرگ (فیلم ۱۹۴۷) (۱۹۴۷)
- مخاطره (فیلم ۱۹۴۸) (۱۹۴۸)
- ژاندارک (فیلم ۱۹۴۸) (۱۹۴۸)
- عمل خشونت (فیلم) (۱۹۴۸)
- در زنجیر (۱۹۵۰)
- پدر عروس (۱۹۵۰)
- رابارب (فیلم ۱۹۵۱) (۱۹۵۱)
- ترس ناگهانی (۱۹۵۲)
- آقایان موطلایی‌ها را ترجیح می‌دهند (۱۹۵۳)
- داستان هلن مورگن (۱۹۵۷)
- زیبای خفته (۱۹۵۹)